# Hús

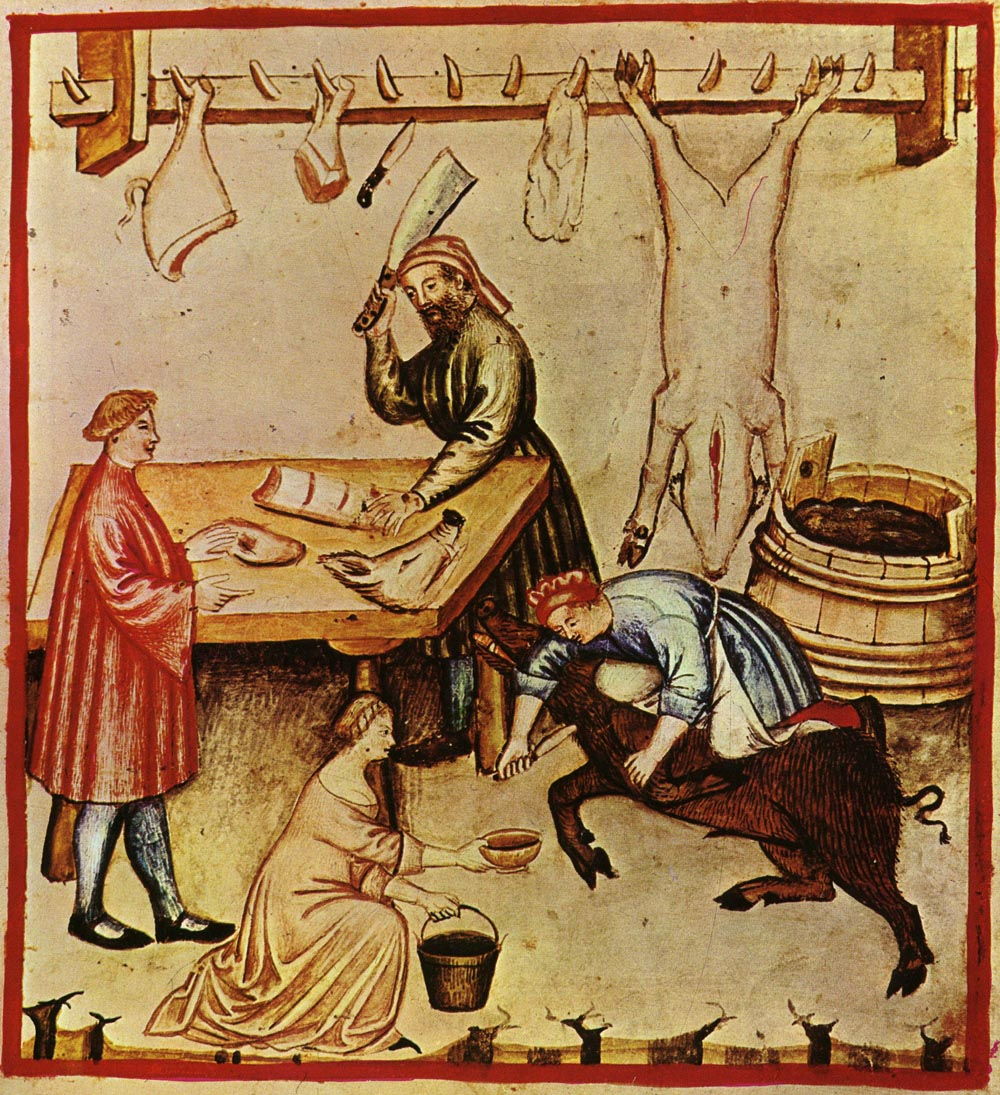
Középkori hentes és mészáros húsüzlete

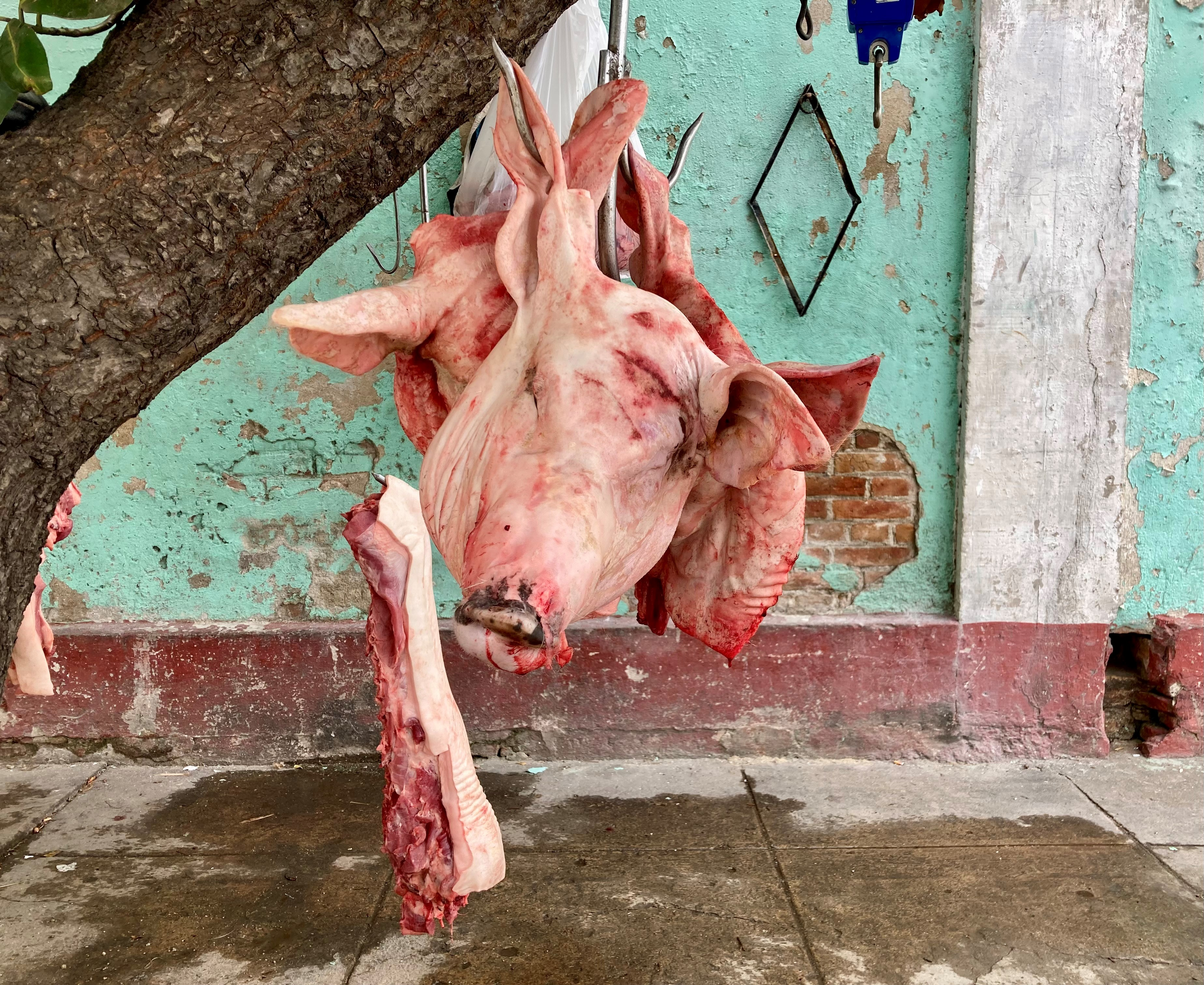
Disznófej egy kubai utcai hentesnél

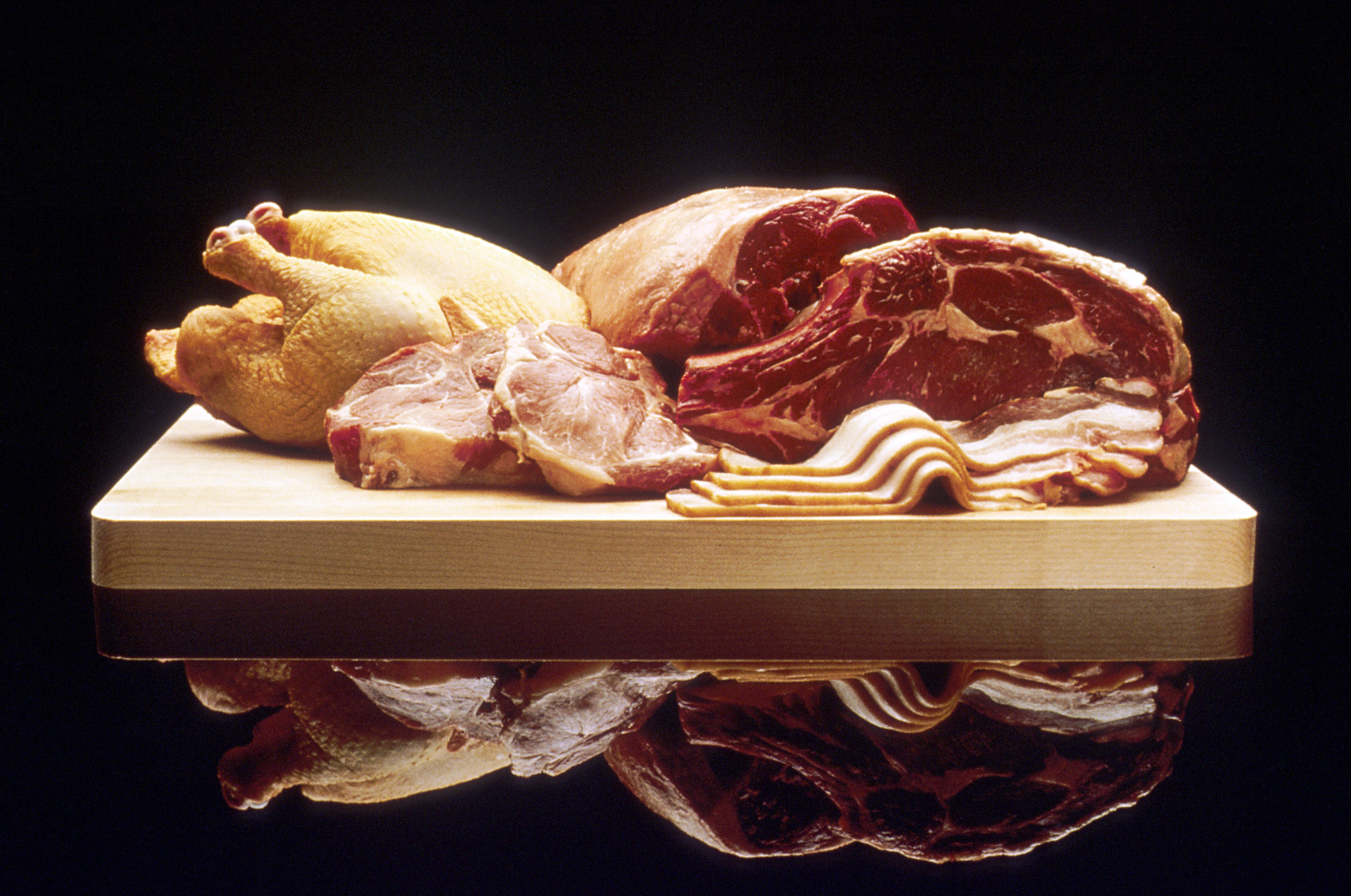
Különböző húsfélék

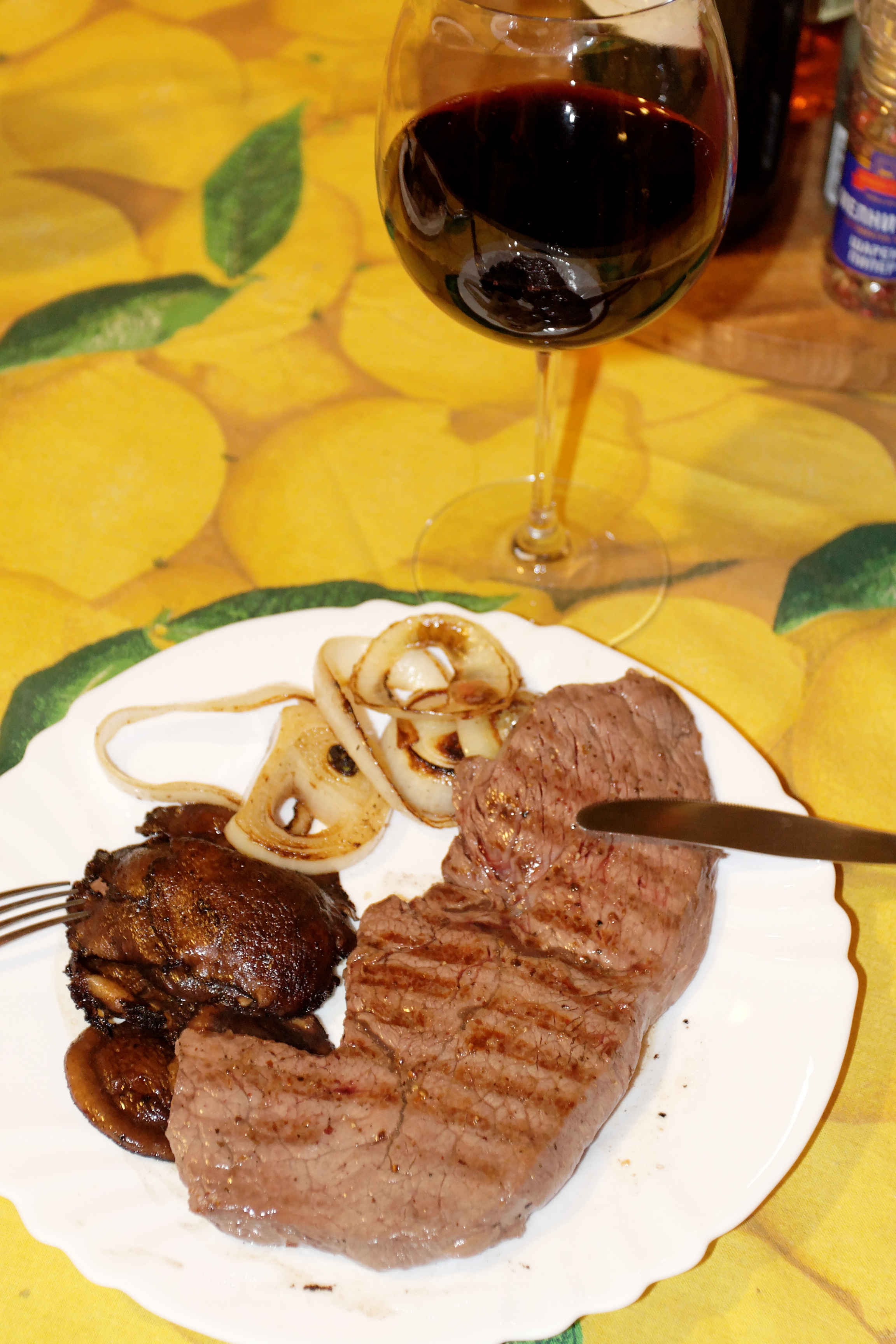
Sült marhaszelet („steak”)

A hús az állatok azon izomzata, mely más élőlények, például az ember számára tápanyagforrást jelent, és nyersen vagy elkészítve fogyasztják. Nagyrészt harántcsíkolt izom és az azt összetartó kötőszövet alkotja, továbbá a húson találhatók még az inak, erek és idegek. A hús magas fehérjetartalma miatt könnyen emészthető, és kiemelkedő helyet foglal el az emberi táplálkozásban. A legtöbb húson található kisebb-nagyobb mennyiségben zsír is. A hús fő tápanyagát a benne található fehérje adja. A zsírnak is fontos szerepe van az energia raktározásában. A húsok összetétele függ az adott állat fajától. A 2015. október 26-án nyilvánosságra hozott WHO tanulmány kimutatta, hogy a húsfogyasztás növeli a rák kialakulásának kockázatát.

## Gasztronómiai felhasználása
A gasztronómiai hagyomány szerint csak az emlősök és madarak (valamint egyes hüllők és kétéltűek, például teknősök, békák) izomszövetét nevezik „húsnak”. Ebben az értelemben a hústól megkülönböztetik a rákot, kagylót, csigát. Ezért szoktak a böjti hústilalom idején hagyományosan halételeket fogyasztani.

### Tárolása
A nyers hús szabad levegőn könnyen romlik, ezért az emberek az évszázadok során különféle raktározási módszereket fejlesztettek ki. A húst a természetes téli hideg napok elmúltával nyáron úgynevezett jégvermekben tárolt jéggel hűtötték a hentesek. A tárolt jég eléggé szűk kör által volt elérhető.A modern háztartástechnika megjelenése előtt a húsokat füstöléssel, sózással és szárítással tartósították. A füstölést az ízesítésen kívül arra is használták, hogy a húsban lévő baktériumokat eltávolítsák, így betegségeket előzhettek meg. A 20. századtól kezdve már rendelkezésre áll széleskörűen a kellő hőmérséklet és szárazság a húsok otthoni tárolására a háztartásokban is. Manapság megoldható az egymástól elkülönítve csomagolva való mélyhűtött tárolás.